# Иона (Паффхаузен)
Митрополи́т Ио́на (англ. Metropolitan Jonah, в миру Джеймс Паффха́узен, англ. James Paffhausen Jr; род. 20 октября 1959, Чикаго, США) — епископ Русской православной церкви заграницей на покое, бывший в 2008—2012 годах предстоятелем Православной церкви в Америке с титулом «Архиепископ Вашингтонский, Митрополит всей Америки и Канады». Паффхаузен перешел в православие из протестантизма. В 1978 году он принял крещение в одном из американских храмов Русской православной церкви заграницей.
Тезоименитство — 15 июня (святителя Ионы Московского).

## Биография
Родился в 1959 году в Чикаго (штат Иллинойс); был крещён в Епископальной Церкви. Его семья имела немецкие корни.
Впоследствии семья переехала в Калифорнию, в город Ла-Хойа близ Сан-Диего.
В 1976 году Епископальная церковь США, к которой принадлежал Джеймс, приняла решение рукополагать женщин во священники, что подтолкнуло его к уходу из неё. По собственному признанию: «Я встретил двух-трёх таких женщин-священников в Лос-Анджелесе. Это было не очень приятно. Точнее, ужасно. Они, по-моему, сами плохо понимали, кто они теперь: женщины или мужчины. Одна из них хотела, чтобы я называл ее „батюшка“, „отец“. И я просто не мог больше оставаться в этой церкви».
В 1977 году окончил La Jolla High School.
Прочитав книгу «Очерк мистического богословия Восточной Церкви» Владимира Лосского, всерьёз заинтересовался православием. Побывав в пяти православных храмах, остановил свой выбор на храме Казанской иконы Божией Матери в Сан-Диего, находившийся в ведении Московского Патриархата, где в 1978 году и принял православие. По собственному признанию, «в Православии я нашёл полноту всего того, что ожидал. Полноту веры, абсолютную целостность выражения веры в молитвенной практике. Все это мне дало Православие», вместе с тем он отмечал, что в 1970-е годы мало кто из американцев принимал православие.
С 1979 по 1981 год обучался в Калифорнийском университете в Санта-Круз.
По окончании университета, учился в Свято-Владимирской семинарии в Крествуде, штат Нью-Йорк. В 1985 году — кандидат богословия (Master of Divinity); в 1988 году — магистр богословия (Master of Theology) в области догматики. Впоследствии учился в докторантуре в городе Беркли (Калифорния), однако прервал обучение, чтобы посвятить себя монашеской жизни.
В конце 1980-х находился в СССР, в Москве, где сотрудничал с Издательским отделом Московского Патриархата и знакомился с жизнью Русской Церкви, особенно монастырской. Его духовным отцом стал наместник Валаамского монастыря архимандрит (с 2 июня 2005 года епископ Троицкий) Панкратий (Жердев), близкий к Патриарху Алексию II.
В 1993 году он взял отпуск на год и отправился в Россию, где прожил несколько месяцев на Валааме. Архимандрит Кирилл (Павлов) благословил Джеймса на принятие монашества и священного сана.
В 1994 года был рукоположён в сан диакона; а 17 октября того же года в Соборе Покрова Пресвятой Богородицы в Лос-Анджеолесе епископом Западно-Американским Тихоном (Фицджеральдом) — в сан пресвитера.
В 1995 году пострижен в монашество с именем Иона в Тихоновском монастыре в городе Саут-Кейнан, штат Пенсильвания.
По возвращении в Калифорнию служил в нескольких миссиях, а позднее получил послушание основать монастырь в честь святителя Иоанна Шанхайского. Обитель, первоначально находившаяся в Пойнт-Рейес-Стейшн, штат Калифорния, была недавно перемещена на север штата, в Мэнтон близ Реддинга.
Весной 2008 года, решением Священного Синода Православной Церкви в Америке, возведён в сан архимандрита и благословлён оставить обитель и отправиться в Далласскую епархию в качестве её викарного архиерея и секретаря.
4 сентября 2008 года был избран епископом на внеочередном заседании Священного Архиерейского Синода ПЦА. 1 ноября 2008 года в Свято-Серафимовском соборе в Далласе (Техас) был хиротонисан в сан епископа Форт-Уортского, викария Южной епархии Православной Церкви в Америке. Хиротонию совершили Местоблюститель Митрополичьего престола архиепископ Далласа и Юга США Димитрий (Ройстер), епископ Филадельфийский и Восточно-Пенсильванский Тихон (Моллард), епископ Сан-Франциско и Запада США Вениамин (Питерсон) и епископ Мехико Алексий (Пачеко-и-Вера).
11 ноября 2008 года на XV Всеамериканском Соборе в Питтсбурге (Пенсильвания), вскоре после вынужденного ухода на покой предстоятеля ПЦА митрополита Германа (Свайко), выступил с речью, призывая к реформам и борьбе с коррупцией в среде церковной администрации; по мнению некоторых активистов ПЦА, произвёл большое впечатление как свежее лицо, не причастное к скандалам финансового характера, сотрясавшим руководство ПЦА в течение нескольких лет.

### Предстоятель ПЦА
12 ноября был избран Архиепископом Вашингтонским и Нью-Йоркским, Митрополитом всей Америки и Канады; был торжественно возведён на первосвятительскую кафедру 28 декабря 2008 года в Свято-Николаевском соборе в Вашингтоне.
В апреле 2009 года вызвал скандал, заявив на Всеправославной вечерне в Далласе (Техас), что не согласен с предложенным решением внутриправославных недоразумений и споров в США (между различными юрисдикциями) посредством «подчинения всех» Константинополю, то есть, по его словам, «иностранному патриархату», «всё ещё находящемуся под исламским господством». Спустя два дня принёс извинения за свои «слишком жесткие» заявления.
Выступал за социально-политический активизм, считая, что православным американцам пора заявить о своей позиции по ряду социальных проблем; по его мнению, американская православная община стоит перед выбором — оставаться запертой в этнических анклавах и не играть никакой роли в обществе, или открыто высказывать свою позицию и пытаться что-то изменить. В ноябре 2009 года стал одним из христианских лидеров США (православных, католических, епископальных), подписавших Манхэттенскую декларацию, призывающую к несоблюдению законодательных актов, легализующих аборты и однополые браки.
В феврале 2011 года Синод ПЦА предоставил ему 60 дней «для личных размышлений и духовного обновления»; его обязанности временно исполнял архиепископ Детройтский Нафанаил (Попп). В мае 2011 года Синод подтвердил его полномочия.
В ноябре 2011 года, в соответствии со своим намерением, высказанным ранее перед делегатами XVI Всеамериканского Собора, в сопровождении двух членов Синода прибыл в медицинский институт Св. Луки (в штате Мэриленд, в окрестностях столицы США Вашингтона) для психиатрического обследования.
6 июля 2012 года по требованию членов Синода ПЦА подал в отставку с поста Предстоятеля. 7 июля отставка была принята в ходе телефонного совещания членов Архиерейского Синода ПЦА.
По словам руководителя Отдела внешних и межцерковных связей Православной Церкви в Америке протоиерея Леонида Кишковского: «Это не личностный, а экклезиологический конфликт. Проблема не в личных симпатиях или антипатиях, а в некотором недопонимании митрополитом Ионой соборного устроения Православной Церкви. Предстоятель не может принимать решения без совета с епископатом, без собора. У владыки, это мое личное мнение, которое я выражаю с большой грустью, никогда не было умения работать соборно ни с епископами, ни с советом. Это не трудно, но требует внимания к людям. Сведение конфликта к личным антипатиям — было бы слишком грубой редукцией и совершенно неверным взглядом на события».

### На покое
Поселился на покое в городе Вашингтоне, округ Колумбия.
Официально почислен на покой с 27 мая 2013 года, после того, как было достигнуто соглашение между Синодом и бывшим предстоятелем ПЦА.
24 июня 2014 года Архиерейский собор РПЦЗ, обсудив прошение о приёме в Русскую зарубежную церковь митрополита Ионы, бывшего предстоятеля Православной церкви в Америке, выразил готовность его принять с почислением на покой, в случае предоставления ему отпускной грамоты.
На летнем собрании 9—11 июня 2015 года Священный синод Православной церкви в Америке постановил отпустить митрополита Иону в юрисдикцию Русской зарубежной церкви. 15 июня митрополит Иона получил от митрополита Тихона и Синода Православной церкви в Америке официальное разрешение на переход в юрисдикцию Русской православной церкви заграницей. При этом, покинув ПЦА, митрополит Иона потерял право на скромную пенсию, которую он получал от Синода ПЦА. Поскольку РПЦЗ не в состоянии выплачивать ему пенсию, митрополит Иона будет получать благотворительную поддержку от православного Фонда Святых Архангелов.
Был принят в РПЦЗ как архиерей на покое с титулом «Высокопреосвященнейший» до ратификации патриархом Московским. Определён служить в Иоанно-Предтеченском соборе в Вашингтоне. При этом ему разрешено совершать архипастырские визиты по епархии. Кроме того, после перехода в РПЦЗ он зачислен в штат Пастырской школы Средне-Американской епархии, где будет преподавать догматическое богословие.

## Награды
- Орден святителя Иннокентия митрополита Московского и Коломенского, I степени (РПЦ, 28 апреля 2009 год) — во внимание к усердным миссионерским трудам и развитию братских отношений между Русской Православной Церковью и Православной Церковью в Америке[25]
- Знаменский Синодальный орден Русской Зарубежной Церкви 1-й степени (РПЦЗ; 10 декабря 2011 год)[26]